# 神奈川県道517号奥牧野相模湖線
神奈川県道517号奥牧野相模湖線（かながわけんどう517ごう おくまぎのさがみこせん）は、神奈川県相模原市緑区を通る一般県道で、同区内の牧野と同区千木良（ちぎら）を結ぶ。

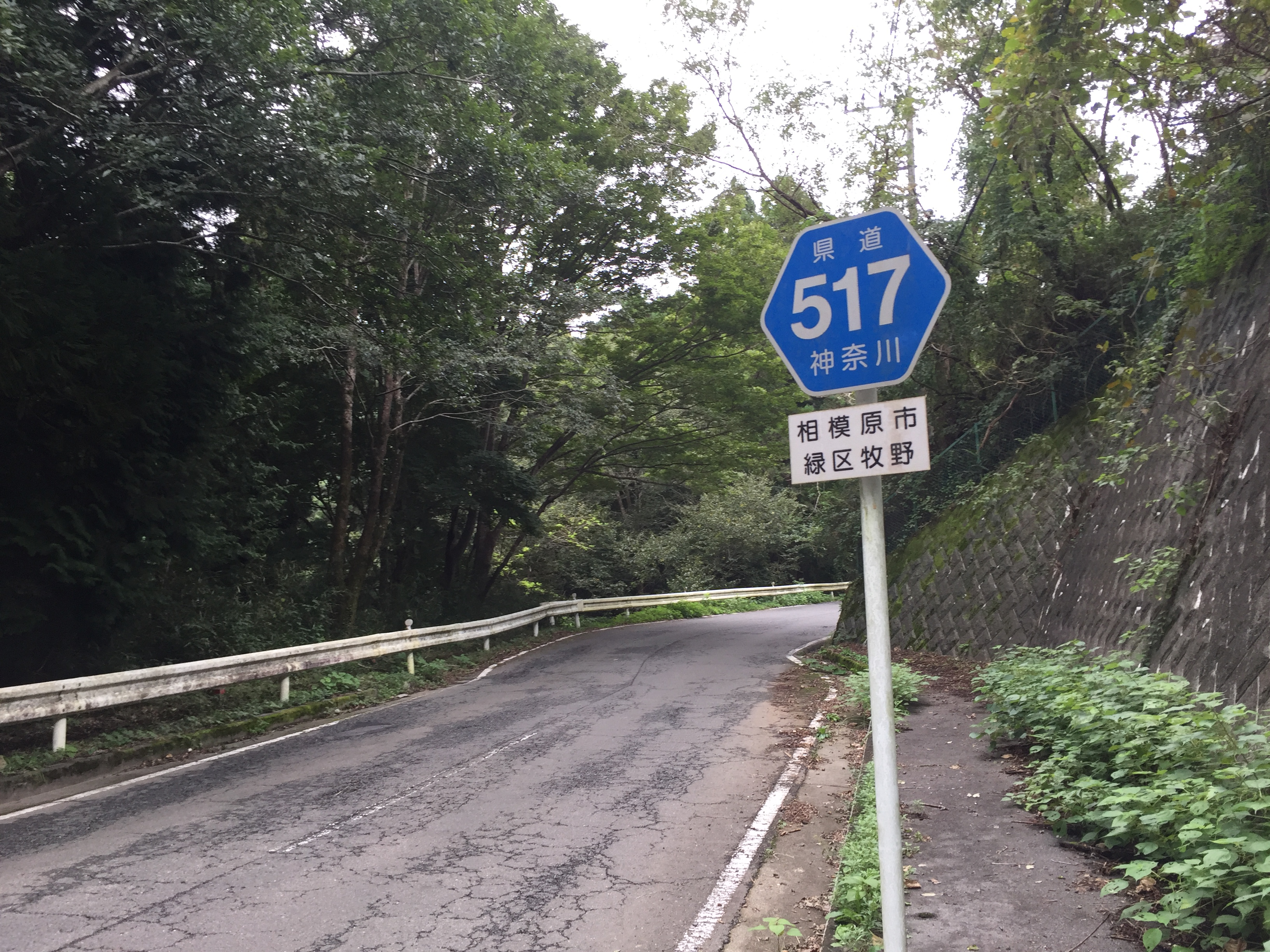
県道番号標示（相模原市緑区牧野）

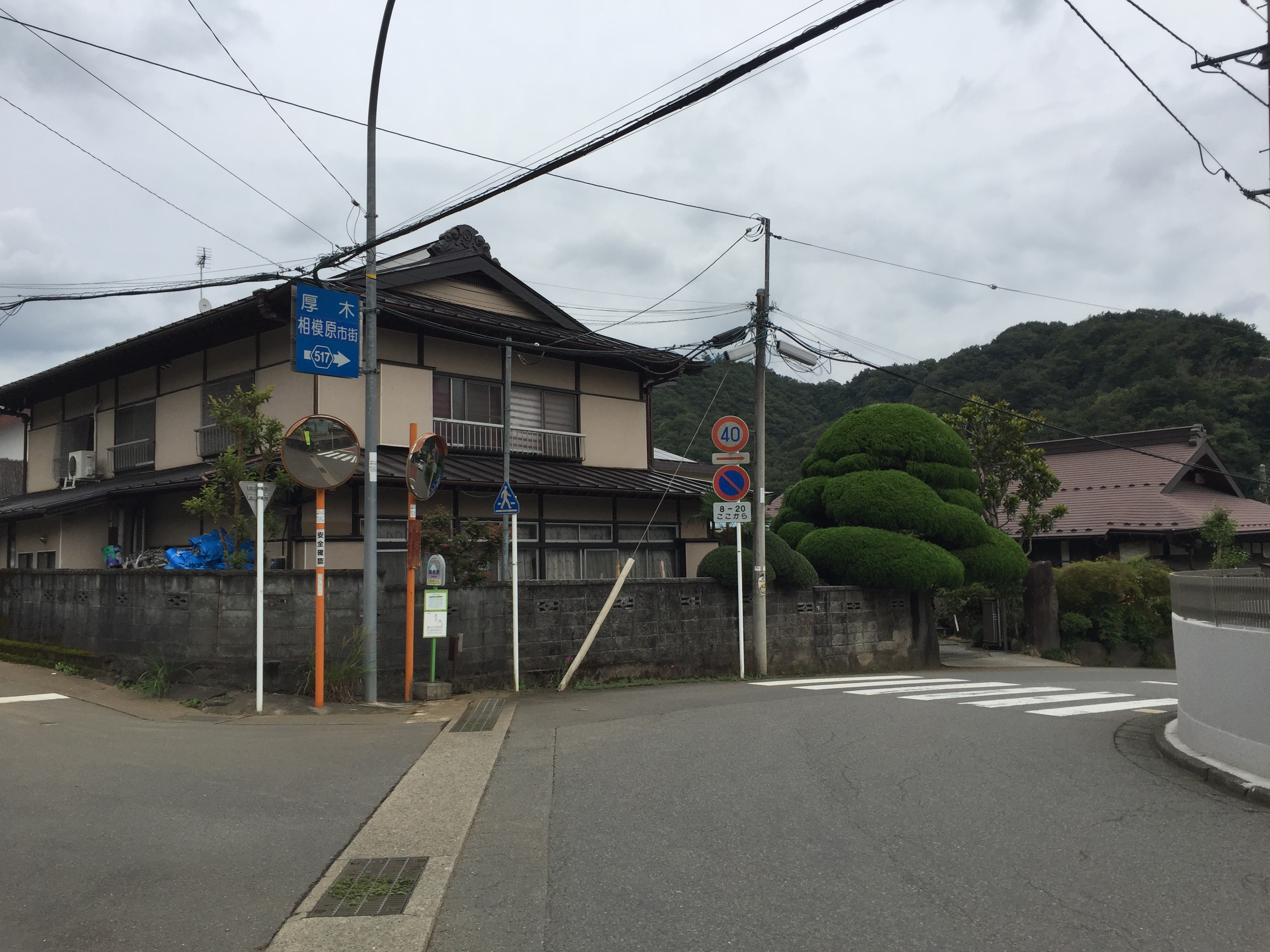
起点となる奥牧野の信号無交差点。

## 概要
市内の旧藤野町南部地域における主要道路同士を繋ぐ役割を果たす。起点から緑区寸沢嵐（すわらし）（国道412号交点）の一部の区間で狭隘部を含んでいる。また、牧野4164（県道76号交点） から寸沢嵐3389（国道412号交点）までは時間雨量30ミリ、連続雨量200ミリ以上の降水時は通行止となる。

### 路線データ
- 全長：14.1km
- 起点：相模原市緑区牧野字奥牧野 信号無交差点（山梨県道・神奈川県道35号四日市場上野原線）
- 終点：相模原市緑区千木良 信号交差点（国道20号）

## 路線状況

### 重複区間
- 信号無交差点（牧野 賽の神バス停付近） - 信号無交差点（牧野 やまなみ温泉入口バス停付近）（神奈川県道76号山北藤野線）
- 津久井消防署前交差点（さがみ湖MORI MORI付近） - 阿津交差点（国道412号）
- 信号無交差点（千木良） - 信号交差点（千木良）（神奈川県道515号三井相模湖線）

### 道路施設

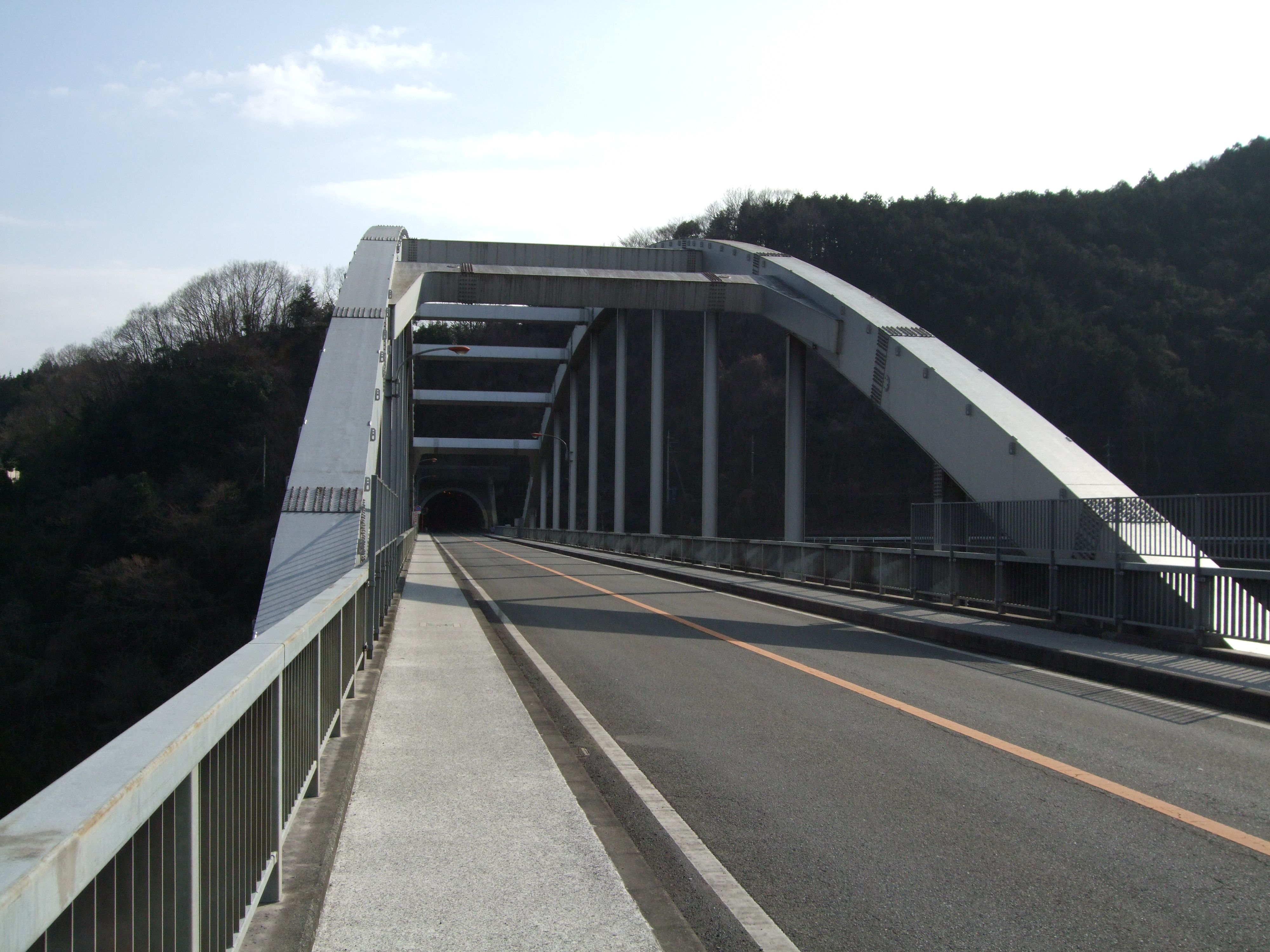
桂橋（相模川）

- 梁瀬橋（秋山川）
- 宮沢橋（馬本沢）
- 新大橋（篠原川）
- 若柳トンネル
- 桂橋（相模川）

## 地理

### 通過する自治体
- 神奈川県
  - 相模原市（緑区）

## 交差する道路
- 神奈川県道35号四日市場上野原線（牧野 字奥牧野）
- 神奈川県道76号山北藤野線（牧野）
- 神奈川県道76号山北藤野線（牧野）
- 神奈川県道518号藤野津久井線（牧野 字篠原）
- 国道412号（寸沢嵐・津久井消防署前交差点）
- 国道412号（若柳・阿津交差点）
- 神奈川県道515号三井相模湖線（千木良）
- 国道20号（千木良）